# Nintendo DS Lite
La Nintendo DS Lite es una videoconsola portátil que fue producida por la empresa japonesa Nintendo. Es la segunda versión de la Nintendo DS. Este rediseño tiene un armazón más delgado, ligero, y pantallas con más brillo que la versión original. Se lanzó al mercado por primera vez el 2 de marzo de 2006 y su producción fue finalizada en 2014.

## Lanzamiento y ventas
En Japón la Nintendo DS Lite salió el 2 de marzo de 2006 a un precio oficial de 16.800 yenes, aunque debido a la excesiva demanda muchos comercios subieron el precio hasta los 23.300 yenes. Los colores de lanzamiento eran blanco cristal (Crystal White), azul metálico (Ice Blue) y azul oscuro (Enamel Navy). Sin embargo, debido a problemas de confección sólo el blanco cristal estaba disponible en el día de su lanzamiento, pero los otros colores fueron accesibles a partir del 11 de marzo de 2006. Más adelante, el 20 de julio de 2006, se puso en venta la nueva versión rosa (Noble Pink) y finalmente el 2 de septiembre de 2006 el modelo negro (Onyx Black). Para mayo, Nintendo ya había vendido 700.000 unidades de la Nintendo DS Lite en Japón. 
La Nintendo DS Lite fue lanzada en América el 11 de junio de 2006 a un precio de 129,99 $US solamente el color Polar Blanco. Para el día del padre se hizo una promoción Nintendo DS Lite Polar Blanco + Brain Training a solo 129,99$US. En sus primeros 10 días de venta vendió 500.000 unidades. Más tarde también estuvo disponible para América el color Onyx Black que se vendió mucho en Sudamérica. En Colombia, se encuentra desde su salida a un precio de 400.000 pesos colombianos. En países como Ecuador, Chile, México y El Salvador mantiene también su precio original y ha roto con récords de muchas unidades vendidas desde su salida.
La Nintendo DS Lite salió en Europa el 23 de junio de 2006 a 99,99 libras en el Reino Unido y 149,99€ en los países de la zona euro. En solo 10 días Nintendo vendió 200.000 unidades de la DS Lite en Europa.
En Australia fue lanzada el 1 de junio de 2006 a un precio de 199,95 $AUS con el color Polar Blanco. Con la consola se incluía una demo de Brain Training. 
El 18 de enero de 2007 salió la Nintendo DS Lite en Corea del Sur a un precio de 150.000 wones, vendiendo 1 millón de unidades durante el año.

## Características
La Nintendo DS Lite es un 21% más ligera que el modelo original. La posición de los botones ha sido cambiada ligeramente, como el botón ON/OFF que ha sido cambiado, de estar encima de la cruceta de control y ser un botón, a estar en el lado derecho de la consola y ser movido con el dedo. Los botones SELECT y START han sido cambiados, de estar encima de los botones, a estar debajo de los mismos. Las luces de encendido y de carga han sido cambiadas a la parte superior derecha y el micrófono ahora está en el centro, para que cuando soples no tengas que mover la vista y desviarte del juego.
El puntero de la consola es ligeramente más grande y ahora se guarda a la derecha de la consola. Las pantallas también han sido mejoradas, aunque siguen del mismo tamaño, ahora cuentan con regulación de la luminosidad, al igual que la Game Boy Micro. Las cubiertas ahora son perfectamente rectangulares, por lo que no se pueden rayar las pantallas ni donde están los botones.
La Nintendo DS Lite mantiene todas las funciones de la Nintendo DS original, incluyendo la compatibilidad con los juegos de Game Boy Advance que, al igual que su antecesora, los juegos de Game Boy Advance sólo pueden jugarse en modo de un jugador y no es compatible con juegos de Game Boy Color ni Game Boy Pocket.
Los cartuchos de Game Boy Advance, ahora sobresalen 1 cm de la Nintendo DS Lite, debido a su tamaño, ideal para cartuchos con sensor solar en su interior. Un hecho interesante, es que la Nintendo DS Lite sí es compatible con el lector de tarjetas e-reader de Game Boy Advance, las cuales no eran compatibles con la Nintendo DS original.
La Nintendo DS lite se ha vendido mucho mejor que la Nintendo DS original debido a su tamaño y diseño.

## Firmware
La consola tiene su propio sistema de arranque firmware. Al encender el equipo, una advertencia de salud y seguridad se muestra en primer lugar, al ser tocado el aviso, se carga el menú principal, similar a la consola Wii. El menú principal presenta al jugador siete opciones: jugar a un juego de DS, el uso del PictoChat, iniciar la descarga DS, jugar un juego de Game Boy Advance, cambiar el brillo de la pantalla, activar la alarma y acceder a la configuración de la consola.
El firmware también ofrece un reloj de alarma, varias opciones de personalización (como prioridad para el arranque, cuando se insertan los juegos de GBA y pantalla de preferencia) y la capacidad para introducir la información del usuario y las preferencias (como el nombre, fecha de nacimiento, color favorito, etc) que pueden ser utilizados en los juegos.

## Hardware
- Peso: 218 gramos (21% más ligera que la Nintendo DS original)
- Dimensiones: 133 mm x 73,9 mm x 21,5 mm (la Nintendo DS original tenía: 148,7 mm x 84,7 mm x 28,9 mm, es decir, la Lite tiene un 30% menos de tamaño[5]).
- Stylus más grande; más fácil de sostener (dimensiones del puntero: 87,5mm x 4,9mm, frente a los 75,0mm x 4,0mm de la Nintendo DS original)
- Pantalla: menos duradera y resistente a los golpes ( Modelo inicial de DS es más resistente en todos los aspectos). Con cuatro tonos de brillo.
- El Control Pad (cruceta direccional) se redujo a 18,6mm (16% más grande), los botones A, B, X e Y también.
- Duración de la batería: de 15 a 19 horas con el menor brillo y de 5 a 8 horas con el mayor.
- El control de la Wii tomó algunas de las características de la DS, como el pad direccional.
- Ocho colores actualmente disponibles: Celeste, azul, blanco, rosa, verde, rojo, negro y gris.
- Es mucho menos resistente a las rayas que el modelo anterior. Varias consolas se rajan en la parte superior y si sigue rajada, la pantalla superior puede estropearse, cosa que no ocurre en otras consolas portátiles.
- Es 100% compatible con la Nintendo DS original, tanto en modo LAN como en Wi-Fi.
- Es compatible con redes inalámbricas con sistemas de cifrado WEP (no WPA ni WPA2)

## Colores

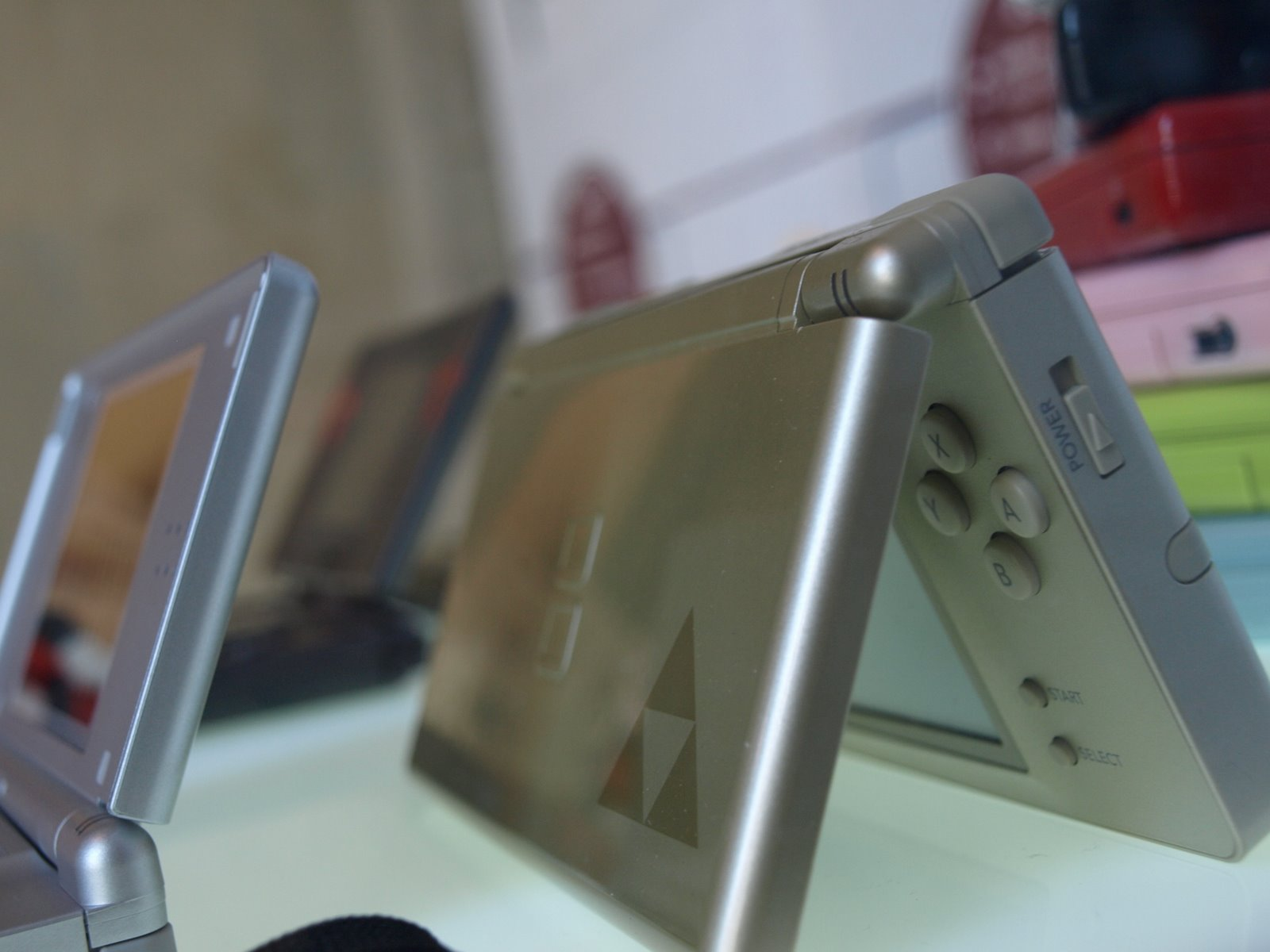
Nintendo DS Lite, edición Zelda.

Los colores de la DS Lite en su lanzamiento japonés fueron: Cristal Blanco (en Europa y América conocido como Polar Blanco), azul claro, y marina.
En América está disponible en el color Polar Blanco.
En Europa está disponible en Polar Blanco, Negro Simpático -un color exclusivo para Europa- y Coral rosa. 
En América están ya disponibles el color Ónix y Coral rosa. También hay una edición limitada de Onyx y negro de venta en Estados Unidos y una edición especial color dorado con el juego "The Legend of Zelda: Phantom Hourglass.